# Agata Ubysz
Agata Ubysz (ur. 16 grudnia 1964 w Warszawie) – polska dziennikarka, historyczka sztuki, blogerka.

## Wykształcenie
Uniwersytet Warszawski (Historia Sztuki), SGH (Management kultury – studia podyplomowe)

## Działalność zawodowa w mediach
W latach 1987-1993 pracowała jako modelka w Polsce (Moda Polska), Włoszech, Francji i Stanach Zjednoczonych dla takich marek jak: Giorgio Armani, Gianfranco Ferre, Claude Montana czy Emporio Armani. Swoją karierę w mediach zaczynała w 1998 roku jako szefowa działu mody w polskiej edycji „Marie Claire”. W latach 2003-2005 była redaktor naczelną Marie Claire. Pracowała w Polsce także dla takich tytułów jak Pani, Viva! czy Magazyn Gazety Wyborczej.
Od 2007 do 2010 roku pracowała w Lozannie (Szwajcaria) w tygodniku Femina, suplementu do dziennika Le Matin i kwartalniku Femina Fashion. W latach 2010-2012 była szefem komunikacji w Musee de l’Elysee, kantonalnym muzeum fotografii w Lozannie.
Od 2023 roku jest redaktorką naczelną portalu www.polishoperanow.com.

## Publikacje
Publikowała teksty o fotografii w piśmie MOCAK, kwartalniku Fotografia, prowadziła blog Art Bla Bla, który w 2012 roku znalazł się wśród dziesięciu topowych blogów o sztuce według portalu NaTemat.pl.
Była jednym siedemdziesięciu dziewięciu badaczy z szesnastu krajów, którzy stworzyli Dictionary of Photography, publikację wydaną w 2016 roku przez prestiżowe wydawnictwo Thames&Hudson. Od 2013 roku jest prezeską Fundacji Rozwoju Fotografii Lookout.
Przeprowadziła wywiad-rzekę z mezzosopranistką Małgorzatą Walewską pt. „Moja twarz brzmi znajomo”, który ukazał się w 2022 roku nakładem wydawnictwa „Znak”.

## Nagrody
W 2004 roku magazyn „Media & Marketing Polska” przyznał jej tytuł Redaktora Naczelnego Roku

## Linkizewnętrzne
- Profil Marie Claire na portalu Instagram